# 이주성 (1949년)

이주성(李周成, 1949년 8월 10일~2023년 6월 19일)은 대한민국의 세무 공무원이며, 제15대 국세청장을 지냈다.

## 학력
- 경남고등학교
- 동아대학교 경제학 학사
- 서울대학교 행정학대학원

## 경력
- 제16회 행정고시
- 거창·마산·수원 세무서장
- 서울특별시 서부세무서장
- 국세청 감찰담당관
- 중부지방국세청 조사1국장
- 서울지방국세청 조사2국장
- 부산지방국세청장
- 국세청 기획관리관
- 국세청 차장
- 국세청장

## 사건
2009년 11월 7일 서울서부지검 형사 5부는 프라임그룹이 대우건설 인수를 목적으로 이주성 전 국세청장에게 수십억원대의 금품을 제공한 정황을 포착했다. 이 후 이 전 청장은 법정 구속되었고 항소심을 통해 알선수재 혐의가 인정되어 2년 6개월의 실형을 선고 받았다.